# Germaria ruficeps
Germaria ruficeps là một loài ruồi trong họ Tachinidae.